# Lengyelország az 1924. évi téli olimpiai játékokon
Lengyelország a franciaországi Chamonix-ban megrendezett 1924. évi téli olimpiai játékok egyik részt vevő nemzete volt. Az országot az olimpián 5 sportágban 7 sportoló képviselte, akik érmet nem szereztek. Lengyelország első alkalommal vett részt önálló nemzetként az olimpiai játékokon.

## Északi összetett
| Versenyző           | Sífutás | Sífutás | Sífutás | Síugrás    | Síugrás    | Síugrás  | Síugrás  | Síugrás | Síugrás | Összesítés | Összesítés |
| Versenyző           | Sífutás | Sífutás | Sífutás | 1. ugrás   | 1. ugrás   | 2. ugrás | 2. ugrás | Össz.   | Össz.   | Összesítés | Összesítés |
| Versenyző           | Idő     | Pont    | Hely.   | Távolság   | Pont       | Távolság | Pont     | Pont    | Hely.   | Pont       | Helyezés   |
| ------------------- | ------- | ------- | ------- | ---------- | ---------- | -------- | -------- | ------- | ------- | ---------- | ---------- |
| Franciszek Bujak    | 1:42:13 | 6,250   | 18.     | nem indult | nem indult | kiesett  | kiesett  | kiesett | kiesett | kiesett    | kiesett    |
| Andrzej Krzeptowski | 1:43:02 | 5,750   | 20.     | 32,5       | 13,041     | 33,0     | 13,583   | 13,312  | 17.     | 9,531      | 19.        |

## Gyorskorcsolya
| Versenyző     | Versenyszám | Eredmény | Helyezés |
| ------------- | ----------- | -------- | -------- |
| Leon Jucewicz | 500 m       | 49,6     | 17.      |
| Leon Jucewicz | 1500 m      | 2:42,6   | 15.      |
| Leon Jucewicz | 5000 m      | 10:05,6  | 16.      |
| Leon Jucewicz | 10 000 m    | 20:40,8  | 14.      |

| Versenyző     | Versenyszám | 500 m | 500 m | 5000 m  | 5000 m | 1500 m | 1500 m | 10 000 m | 10 000 m | Összesítés | Összesítés     | Összesítés |
| Versenyző     | Versenyszám | Idő   | Hely  | Idő     | Hely   | Idő    | Hely   | Idő      | Hely     | Pontszám   | Idők pontszáma | Helyezés   |
| ------------- | ----------- | ----- | ----- | ------- | ------ | ------ | ------ | -------- | -------- | ---------- | -------------- | ---------- |
| Leon Jucewicz | Összetett   | 49,6  | 12.   | 10:05,6 | 11.    | 2:42,6 | 10.    | 20:40,8  | 9.       | 32         | 226,40         | 8.         |

## Military patrol
| Versenyző                                                                  | Időeredmény   | Célpont       | Eredmény      | Helyezés      |
| -------------------------------------------------------------------------- | ------------- | ------------- | ------------- | ------------- |
| Stanisław Chrobak Stanisław Kądziołka Szczepan Witkowski Zbigniew Wóycicki | nem ért célba | nem ért célba | nem ért célba | nem ért célba |

## Sífutás
| Versenyző           | Versenyszám | Eredmény  | Helyezés |
| ------------------- | ----------- | --------- | -------- |
| Andrzej Krzeptowski | 18 km       | 1:43:02,8 | 28.      |
| Franciszek Bujak    | 18 km       | 1:42:13,0 | 27.      |
| Szczepan Witkowski  | 50 km       | 6:25:58   | 21.      |

## Síugrás
| Versenyző           | 1. ugrás | 2. ugrás | Összesítés | Összesítés |
| Versenyző           | Távolság | Távolság | Pont       | Helyezés   |
| ------------------- | -------- | -------- | ---------- | ---------- |
| Andrzej Krzeptowski | 12,750   | 12,167   | 12,458     | 21.        |